# Kamikaze (Album)
Kamikaze ist das zehnte Soloalbum des US-amerikanischen Rappers Eminem. Es erschien unangekündigt am 31. August 2018 zum Download und Streaming über die Labels Shady Records, Aftermath Entertainment sowie Interscope Records. Eine Woche später wurde es auch auf CD veröffentlicht.

## Hintergrund
Im Gegensatz zu allen vorherigen Alben Eminems erschien Kamikaze ohne Vorankündigung und nur acht Monate nach seinem letzten Studioalbum Revival, das im Dezember 2017 veröffentlicht wurde. Am Tag vor Erscheinen stellte der Rapper lediglich einen 15-sekündigen Ausschnitt des Songs Venom, der zum Soundtrack des gleichnamigen Films gehört, ins Internet. Das Album selbst promotete Eminem am Tag der Veröffentlichung über die sozialen Netzwerke.

## Inhalt
Auf Kamikaze greift Eminem vor allem seine Kritiker an, da sein letztes Studioalbum Revival von vielen Medien und Fans negativ aufgenommen wurde. Zudem setzt er sich kritisch mit dem modernen Hip-Hop und dessen Künstlern auseinander (z. B. auf The Ringer, Not Alike, Fall). Der Titel Kamikaze spielt darauf an, dass Eminem mit dem Album seinen Ruf und seine Karriere wie ein Selbstmordattentäter riskiere.
Gleich im ersten Song The Ringer, der aus einer einzigen Strophe besteht, holt Eminem zum Rundumschlag gegen Vertreter des modernen Mumble Rap (engl. to mumble „murmeln“, „nuscheln“) aus, darunter Lil Pump, Lil Xan, Iggy Azalea, Lil Yachty, Machine Gun Kelly und 21 Savage. Er könne mit deren Musik, die sich inhaltlich nur um Luxus und Frauen drehe, nichts anfangen. Aufgrund seiner größeren Bekanntheit würden jedoch nur sie von einem Streit mit ihm profitieren. Eminem macht sich über diese Rapper lustig, indem er ihren Rapstil imitiert und sagt, sie würden alle Lil Wayne kopieren. Dagegen äußert er sich positiv über Joyner Lucas, Kendrick Lamar, J. Cole und Big Sean. Er wendet sich an die Leute, die sein letztes Album Revival kritisierten und meint, sie hätten es wohl begrüßt, wenn auch er Auto-Tune benutzt hätte und seine Texte nicht so anspruchsvoll wären. Außerdem kritisiert Eminem Fans, die ihn immer wieder an seinem Album The Marshall Mathers LP messen würden. Zuletzt schießt er erneut gegen US-Präsident Donald Trump, der Angst habe, ihm öffentlich zu antworten und stattdessen wegen seiner Texte den Secret Service vorbeigeschickt hätte.
Anschließend bezeichnet sich Eminem in Greatest auf ironische Weise als den größten Rapper aller Zeiten, wobei er sich über andere Künstler lustig macht, die mit ihren Verkaufszahlen prahlen, obwohl diese nicht annähernd an seine heranreichten. Er disst dabei auch das südafrikanische Rapduo Die Antwoord, das sich nach Revival über ihn lustig gemacht hatte. In Lucky You rappen Eminem und Joyner Lucas jeweils aus ihrer Sicht über ihre gegensätzlichen Karrieren. Während Joyner Lucas damit hadert, dass er trotz seiner Anstrengungen wohl nie einen Grammy gewinnen werde, meint Eminem, dass er zwar viele Preise gewonnen, aber dafür seine Seele verkauft und nun viel zu verlieren habe. Dagegen behandelt Normal Eminems stets von Schwierigkeiten und Misstrauen geprägtes Verhältnis zu seiner Ex-Frau Kim sowie zu Frauen allgemein. Er fragt sich, warum sie nicht „normal“ sein können und ob es letztlich an ihm selbst liege. Stepping Stone stellt einen emotionalen Rückblick auf die Karriere von Eminems Rapgruppe D12 dar: Er entschuldigt sich bei den verbliebenen Mitgliedern, die er nie als „Sprungbrett“ für seine eigene Karriere habe benutzen wollen. Allerdings sei der Tod von Proof im Jahr 2006, der die Gruppe immer zusammengehalten habe, gleichbedeutend mit dem Ende von D12 gewesen, das er nun offiziell verkündet.
Auf Not Alike greifen Eminem und Royce da 5′9″ erneut die moderne Rapszene an und zeigen auf, wie wenig sie mit dieser gemeinsam haben. Sie machen sich über die neue Generation von Rappern lustig, indem sie deren Rapstil (z. B. von den Migos) und Inhalte imitieren. Namentlich erwähnt Eminem nochmals Machine Gun Kelly, was diesen zu seinem Disstrack Rap Devil gegen Eminem veranlasste. Das Titellied Kamikaze befasst sich mit den schlechten Kritiken, die das Vorgängeralbum Revival bekam. Eminem vergleicht dieses ironisch mit seinem Song Fack vom Best-of-Album Curtain Call: The Hits aus dem Jahr 2005, der ebenfalls stark kritisiert wurde. Wie ein Kamikaze-Pilot stürze er sich nun auf seine Kritiker. Auf Fall setzt Eminem in der Rolle seines Alter Egos Slim Shady seinen Feldzug gegen die Kritiker und andere Rapper fort: Diesmal greift er unter anderem Tyler, the Creator und Joe Budden an. Positiv dagegen erwähnt werden Hopsin, Logic und erneut J. Cole. Justin Vernon, der im Refrain des Liedes zu hören ist, äußerte seinen Unmut über den Song.
Die Stücke Nice Guy und Good Guy behandeln abermals Eminems gespaltene Beziehung zum weiblichen Geschlecht, wobei die Sängerin Jessie Reyez die Rolle von Eminems Partnerin übernimmt. In Nice Guy äußern beide ihr gegenseitiges Misstrauen und beleidigen sich, was schließlich in einer gewalttätigen Auseinandersetzung in Good Guy mündet. Dabei bezichtigt er sie des Fremdgehens, worauf sie nichts erwidert, da sie ihn im Glauben lassen will, er sei der Gute in der Beziehung. Der letzte Song Venom wurde für den Soundtrack zum gleichnamigen Film aufgenommen. Eminem nutzt hierauf überwiegend Wortspiele, Vergleiche und Metaphern, wobei er in die Rolle des Hauptcharakters des Films schlüpft, der seine Opfer wie ein Parasit befällt.

## Produktion und Samples
Dr. Dre und Eminem selbst fungierten bei Kamikaze als Ausführende Produzenten, wobei die Lieder von 14 verschiedenen Musikproduzenten produziert wurden. Die meisten Instrumentals stammen von Illadaproducer, der die Lieder The Ringer (zusammen mit Eminem (Co) und Ronny J), Lucky You (mit Boi-1da und Jahaan Sweet), Normal (mit S1, Lonestarrmuzik und Swish Allnet) sowie Good Guy produzierte. Mike Will Made It steuerte die Musik zu Greatest (mit Jeremy Miller) und Fall bei, während Tim Suby den Titelsong Kamikaze produzierte. Der Beat von Not Alike stammt von Tay Keith und Ronny J, und Nice Guy wurde von Fred Ball und S1 produziert. Eminem produzierte zudem in Zusammenarbeit mit Luis Resto die Lieder Stepping Stone und Venom und war an der zusätzlichen Produktion vieler Songs beteiligt.
Fünf Lieder des Albums enthalten Samples von Songs anderer Künstler. So enthält The Ringer eine Einfügung des Tracks Ooouuu der Rapperin Young M.A, während Greatest Elemente der Stücke Humble von Kendrick Lamar sowie Woke Up Like This der Rapper Lil Uzi Vert und Playboi Carti enthält. Der Titel Normal sampelt das Lied Seconds der schwedischen Band Little Dragon, und im Song Kamikaze sind Einfügungen des Tracks I’m Bad von LL Cool J enthalten. Zudem enthält Good Guy Auszüge des Stücks Glassy Sky aus der Anime-Serie Tokyo Ghoul.

## Covergestaltung
Das Albumcover ist an die Illustration des Albums Licensed to Ill der Beastie Boys, deren Fan Eminem war, angelehnt. Es zeigt den grauen Rumpf eines Flugzeugs, auf dem sich die schwarzen Schriftzüge „FU-2“ (Fuck You, too) und „TIKCU5“ (Suck It in Spiegelschrift) befinden. Zudem ist der Titel Kamikaze mit seitenverkehrtem E auf dem Heck zu lesen. Auf der Rückseite des Albums sieht man den Vorderteil des Flugzeugs, das von dem Piloten mit erhobenem Mittelfinger gegen ein Hindernis geflogen wird.

## Gastbeiträge
Auf sechs Titeln des Albums sind neben Eminem weitere Künstler vertreten. So ist der Rapper Royce da 5′9″, mit dem Eminem schon häufig in der Vergangenheit zusammenarbeitete, auf dem Lied Not Alike zu hören, während der Sänger Justin Vernon auf Fall in Erscheinung tritt. Die Sängerin Jessie Reyez unterstützt Eminem bei den Songs Nice Guy und Good Guy. Ein weiterer Gastauftritt stammt von dem Rapper Joyner Lucas, der auf Lucky You vertreten ist. Zudem hat Eminems Manager Paul Rosenberg einen Auftritt im Skit Paul.

## Titelliste
| #  | Titel                | Gastbeiträge   | Produzent                                                                | Länge |
| -- | -------------------- | -------------- | ------------------------------------------------------------------------ | ----- |
| 1  | The Ringer           |                | Teil 1: Illadaproducer und Eminem (Co) Teil 2: Ronny J                   | 5:37  |
| 2  | Greatest             |                | Mike Will Made It und Jeremy Miller                                      | 3:46  |
| 3  | Lucky You            | Joyner Lucas   | Teil 1: Boi-1da und Jahaan Sweet Teil 2: Illadaproducer und Eminem (Add) | 4:04  |
| 4  | Paul (Skit)          | Paul Rosenberg |                                                                          | 0:35  |
| 5  | Normal               |                | Teil 1: Illadaproducer Teil 2: S1, Lonestarrmuzik und Swish Allnet (Add) | 3:42  |
| 6  | Em Calls Paul (Skit) |                |                                                                          | 0:49  |
| 7  | Stepping Stone       |                | Eminem und Luis Resto (Add)                                              | 5:09  |
| 8  | Not Alike            | Royce da 5′9″  | Teil 1: Tay Keith und Eminem (Add) Teil 2: Ronny J                       | 4:48  |
| 9  | Kamikaze             |                | Tim Suby und Eminem (Add)                                                | 3:36  |
| 10 | Fall                 | Justin Vernon  | Mike Will Made It und Eminem (Add)                                       | 4:22  |
| 11 | Nice Guy             | Jessie Reyez   | Fred Ball, S1 und Eminem (Add)                                           | 2:30  |
| 12 | Good Guy             | Jessie Reyez   | Illadaproducer und Eminem (Add)                                          | 2:22  |
| 13 | Venom                |                | Eminem und Luis Resto (Add)                                              | 4:29  |

## Kritiken
Kamikaze wurde von Kritikern insgesamt etwas besser aufgenommen als der Vorgänger Revival. Die Seite Metacritic errechnete aus 16 Bewertungen englischsprachiger Medien einen Schnitt von 62 %.
Vor allem im deutschsprachigen Raum fielen die Kritiken deutlich positiver aus als die des Vorgängers:
Von laut.de bekam Kamikaze vier von möglichen fünf Punkten. Der Rezensent Kay Schier sieht in dem Album „eine Machtdemonstration, mit der man aus dieser Position heraus definitiv nicht gerechnet hat.“ Es zeige Eminem „in jähzorniger Topform und ist zugleich ein künstlerischer Fortschritt“, mit dem er „den Rest des Games auf Abstand“ halte. Der Rapper habe die Kritik an seinem letzten Album „gehört, verstanden und umgesetzt.“ „Emotionaler Höhepunkt“ sei der Song Stepping Stone, der an seine Rapgruppe D12 gerichtet ist.
Die Online-Redaktion der Zeitung Die Welt sieht in Eminems Album „eine brillante Abrechnung mit allen, die seine letzte Platte kritisiert haben. Und der Beweis, dass Wut doch ein guter Ratgeber sein kann.“ So schreibt Felix Zwinzscher, man höre den Hunger des Rappers aufgrund der schlechten Kritiken „in jeder Zeile und in allen Songs.“
Julian Dörr von der Süddeutschen Zeitung bezeichnet Kamikaze als „ziemlich gute Rap-Platte“, die „sehr unterhaltsam“ sei. Eminem habe das Album „aus dem vielleicht besten Grund aufgenommen, den es für einen Musiker geben kann: Weil die Leute sein vorheriges schlecht fanden.“ „Mit seiner rhythmischen Bandbreite und Flexibilität“ rappe Eminem „noch immer in einer komplett eigenen Liga.“
Die Online-Präsenz des Sterns sieht in Eminems Album „eine Abrechnung mit allen, die sich gegen ihn stellten. Irgendwie geil.“ Nach der schlechteren letzten Veröffentlichung sei nun „der alte Eminem“ zurück – „und zwar mit erhobenem Mittelfinger.“
Dennis Pohl schreibt auf Spiegel Online, Kamikaze sei „Eminems bestes Album seit The Eminem Show (2002)“ und „ein vertonter Wutanfall ohne Netz und doppelten Boden, frei und unzensiert“. Allerdings könne „auch eine Platte in neuerlicher Bestform 2018 nicht mehr darüber hinwegtäuschen, dass hier ein altes Eisen rappt.“
David Hune beschreibt das Album im SLAM alternative music magazine als „adäquaten Nachfolger“ der Alben aus Eminems Hochphase und prognostiziert, dass dem Rapper ein „zweiter Frühling“ bevorstehe. Zudem hebt er positiv hervor, dass sich Eminem wieder auf seine musikalischen Ursprünge besinne.

## Reaktionen anderer Künstler
Der auf Not Alike negativ erwähnte Rapper Machine Gun Kelly veröffentlichte drei Tage später den Disstrack Rap Devil gegen Eminem. Eminem antwortete wiederum am 14. September 2018 mit dem Song Killshot.

## Kommerzieller Erfolg

### Chartplatzierungen und Singles
Kamikaze stieg am 7. September 2018 auf Platz 4 in die deutschen Charts ein und erreichte nach Veröffentlichung auf CD in der darauffolgenden Woche Rang 2. Insgesamt konnte es sich 26 Wochen in den Top 100 halten. Die Spitzenposition belegte das Album dagegen unter anderem in den Vereinigten Staaten, Großbritannien, der Schweiz, Österreich, Italien, den Niederlanden, Dänemark, Schweden, Norwegen, Finnland, Irland, Australien und Neuseeland. In den deutschen Album-Jahrescharts 2018 belegte es Platz 34.
| ChartsChartplatzierungen       | Höchstplatzierung | Wochen |
| ------------------------------ | ----------------- | ------ |
| Deutschland (GfK)              | 2 (26 Wo.)        | 26     |
| Österreich (Ö3)                | 1 (26 Wo.)        | 26     |
| Schweiz (IFPI)                 | 1 (39 Wo.)        | 39     |
| Vereinigte Staaten (Billboard) | 1 (73 Wo.)        | 73     |
| Vereinigtes Königreich (OCC)   | 1 (55 Wo.)        | 55     |

| ChartsJahrescharts (2018)      | Platzierung |
| ------------------------------ | ----------- |
| Deutschland (GfK)              | 34          |
| Österreich (Ö3)                | 25          |
| Schweiz (IFPI)                 | 9           |
| Vereinigte Staaten (Billboard) | 17          |
| Vereinigtes Königreich (OCC)   | 10          |

| ChartsJahrescharts (2019)      | Platzierung |
| ------------------------------ | ----------- |
| Schweiz (IFPI)                 | 90          |
| Vereinigte Staaten (Billboard) | 52          |
| Vereinigtes Königreich (OCC)   | 67          |

Am 4. September 2018 wurde ein Musikvideo zum Song Fall veröffentlicht, der Platz 37 der deutschen Charts belegte. Zudem stiegen nach Albumveröffentlichung die Songs Lucky You (# 19), The Ringer (# 21), Greatest (# 40), Kamikaze (# 53), Not Alike (# 57), Stepping Stone (# 69), Normal (# 71), Venom (# 77) und Good Guy (# 98) durch Downloads und Streaming in die deutschen Top 100 ein. Am 13. September folgte ein weiteres Video zu Lucky You und am 21. September wurde Venom als offizielle Single ausgekoppelt, zu der am 5. Oktober 2018 ein Musikvideo erschien. Außerdem wurde am 7. Dezember 2018 ein Video zu Good Guy veröffentlicht.

### Auszeichnungen für Musikverkäufe
Kamikaze verkaufte sich in der ersten Woche 434.000 Mal (Berechnung aus 252.000 Downloads und 225,5 Millionen Streams) in den Vereinigten Staaten und damit deutlich öfter als der Vorgänger Revival. Ende 2018 wurde es in den USA für mehr als eine Million verkaufte Exemplare mit einer Platin-Schallplatte ausgezeichnet. 2019 erhielt das Album im Vereinigten Königreich für über 300.000 Verkäufe ebenfalls eine Platin-Schallplatte. In Deutschland wurde es im Jahr 2023 für mehr als 100.000 verkaufte Einheiten mit einer Goldenen Schallplatte ausgezeichnet. Die weltweiten Verkaufszahlen belaufen sich auf über 4,1 Millionen Einheiten.
| Land/Region                  | Auszeichnungen für Musikverkäufe (Land/Region, Auszeichnung, Verkäufe) | Verkäufe  |
| ---------------------------- | ---------------------------------------------------------------------- | --------- |
| Australien (ARIA)            | Platin                                                                 | 70.000    |
| Dänemark (IFPI)              | Platin                                                                 | 20.000    |
| Deutschland (BVMI)           | Gold                                                                   | 100.000   |
| Finnland (IFPI)              | Platin                                                                 | 20.000    |
| Frankreich (SNEP)            | Platin                                                                 | 100.000   |
| Italien (FIMI)               | Gold                                                                   | 25.000    |
| Neuseeland (RMNZ)            | 2× Platin                                                              | 30.000    |
| Norwegen (IFPI)              | Gold                                                                   | 10.000    |
| Österreich (IFPI)            | Platin                                                                 | 15.000    |
| Polen (ZPAV)                 | Platin                                                                 | 20.000    |
| Singapur (RIAS)              | Gold                                                                   | 5.000     |
| Vereinigte Staaten (RIAA)    | Platin                                                                 | 1.000.000 |
| Vereinigtes Königreich (BPI) | Platin                                                                 | 300.000   |
| Insgesamt                    | 4× Gold · 10× Platin ·                                                 | 1.715.000 |

Hauptartikel: Eminem/Auszeichnungen für Musikverkäufe